# Retraktion (Medizin)
Als Retraktion wird in der Medizin das Sichzurückziehen bzw. Schrumpfen von Organen, Organteilen oder Geweben bezeichnet. Im Speziellen:
- das Zurückziehen des Augapfels in die Augenhöhle (Orbita), z. B. beim Duane-Syndrom
- die Verkleinerung eines Blutgerinnsels als aktive Leistung der Blutplättchen bei der Blutgerinnung
- der Rückzug des in die Bauchdecke eingenähten Darms unter Hautniveau beim künstlichen Darmausgang
- das Zurückziehen des Gewebes über den nach unten drängenden Kopf während einer Wehe bei der Geburt eines Kindes
- der zeitweilige Rückzug des normal in den Hodensack abgestiegenen (deszendierten) Hodens in den Leistenkanal durch Zusammenziehen des Musculus cremaster beim Pendelhoden
- das Zusammensinken eines Lungensegments, -lappens oder -flügels in Richtung Hilum beim Lungenkollaps
- die Schrumpfungsleistung nativen Venenblutes nach dessen Gerinnung bei der Retraktiometrie
- Rückzug des Unterkiefers aus der Protrusionsposition in die Ruheposition
- der Rückbildung des Zahnfleisches bei der Parodontitis
- Verdrängen des Zahnfleisches vom Zahnhals, siehe Retraktionsfaden
- Rückbildung des Trommelfells bei anhaltender Tubenfunktionsstörung und dadurch bedingtem Sero-Mukotympanon